# اودل (اورگن)
اودل (به انگلیسی: Odell) یک منطقهٔ مسکونی در ایالات متحده آمریکا است که در شهرستان هود ریور، اورگن واقع شده‌است. اودل ۵٫۲ کیلومتر مربع مساحت و ۲٬۲۵۵ نفر جمعیت دارد و ۲۲۰ متر بالاتر از سطح دریا واقع شده‌است.